# Liste der Monuments historiques in Mont-lès-Neufchâteau
Die Liste der Monuments historiques in Mont-lès-Neufchâteau führt die Monuments historiques in der französischen Gemeinde Mont-lès-Neufchâteau auf.

## Liste der Objekte
| Bezeichnung          | Beschreibung                     | Standort                           | Kennzeichnung | Schutzstatus | Datum | Bild |
| -------------------- | -------------------------------- | ---------------------------------- | ------------- | ------------ | ----- | ---- |
| Relief Taufe Christi | Stein, Ende des 16. Jahrhunderts | in der Kirche St-Barthélemy (Lage) | PM88000579    | Classé       | 1908  |      |